# Spaanse aakknobbelmijt
De spaanse aakknobbelmijt (Aceria aceriscampestris) is een mijt behorend tot de familie van der Galmijten (Eriophyidae). Hij komt voor op de bovenkant van het blad van Spaanse aak (Acer campestre) en zitten op allerlei plekken, soms zelfs aan de onderkant. Ze vormen kleine bolvormige knobbeltjes van zo'n 0,5-1,5 mm in diameter. De gallen zijn tot donkerrood en wit behaard. De opening van de gal zit aan de onderkant van het blad. De opening en de binnenkant van de gal zijn bedekt met eencellige haren.

## Verspreiding
De Spaanse aakknobbelmijt komt voor in Europa.